# Hoplitis maritima
Hoplitis maritima är en biart som först beskrevs av Romankova 1985.  Hoplitis maritima ingår i släktet gnagbin, och familjen buksamlarbin. Inga underarter finns listade i Catalogue of Life.